# European Open 2023 - Qualificazioni singolare
Le qualificazioni del singolare del European Open 2023 sono state un torneo di tennis preliminare per accedere alla fase finale della manifestazione. I vincitori dell'ultimo turno sono entrati di diritto nel tabellone principale. In caso di ritiro di uno o più giocatori aventi diritto, sono subentrati i lucky loser, ossia i giocatori che hanno perso nell'ultimo turno e che avevano una classifica più alta rispetto agli altri partecipanti che avevano perso nel turno finale.

## Teste di serie
1. Benjamin Bonzi (qualificato)
2. Hamad Međedović (primo turno)
3. Maxime Cressy (primo turno)
4. Maximilian Marterer (qualificato)

1. Giulio Zeppieri (ultimo turno)
2. Pablo Llamas Ruiz (primo turno)
3. Antoine Escoffier (primo turno)
4. Titouan Droguet (ultimo turno)

## Qualificati
1. Benjamin Bonzi
2. Alexander Blockx

1. Giovanni Mpetshi Perricard
2. Maximilian Marterer

## Tabellone

### Sezione 1
|  | Primo turno | Primo turno     | Primo turno     | Primo turno | Primo turno |  |  | Ultimo turno | Ultimo turno    | Ultimo turno    | Ultimo turno | Ultimo turno |  |
|  |             |                 |                 |             |             |  |  |              |                 |                 |              |              |  |
|  | 1           | Benjamin Bonzi  | Benjamin Bonzi  | 6           | 6           |  |  |              |                 |                 |              |              |  |
|  |             | Oscar Otte      | Oscar Otte      | 1           | 2           |  |  | 1            | Benjamin Bonzi  | Benjamin Bonzi  | 7            | 7            |  |
|  | Alt         | Hugo Grenier    | Hugo Grenier    | 3           | 4           |  |  | 5            | Giulio Zeppieri | Giulio Zeppieri | 5            | 5            |  |
|  | 5           | Giulio Zeppieri | Giulio Zeppieri | 6           | 6           |  |  |              |                 |                 |              |              |  |

### Sezione 2
|  | Primo turno | Primo turno          | Primo turno      | Primo turno | Primo turno |  |  | Ultimo turno | Ultimo turno         | Ultimo turno         | Ultimo turno | Ultimo turno |  |
|  |             |                      |                  |             |             |  |  |              |                      |                      |              |              |  |
|  | 2           | Hamad Međedović      | Hamad Međedović  | 63          | 2           |  |  |              |                      |                      |              |              |  |
|  | WC          | Alexander Blockx     | Alexander Blockx | 7           | 6           |  |  | WC           | Alexander Blockx     | Alexander Blockx     | 6            | 7            |  |
|  | WC          | Gilles-Arnaud Bailly | 7                | 5           | 7           |  |  | WC           | Gilles-Arnaud Bailly | Gilles-Arnaud Bailly | 4            | 5            |  |
|  | 6           | Pablo Llamas Ruiz    | 65               | 7           | 65          |  |  |              |                      |                      |              |              |  |

### Sezione 3
|  | Primo turno | Primo turno                | Primo turno                | Primo turno | Primo turno |  |  | Ultimo turno | Ultimo turno               | Ultimo turno               | Ultimo turno | Ultimo turno |  |
|  |             |                            |                            |             |             |  |  |              |                            |                            |              |              |  |
|  | 3           | Maxime Cressy              | 2                          | 6           | 61          |  |  |              |                            |                            |              |              |  |
|  |             | Gauthier Onclin            | 6                          | 1           | 7           |  |  |              | Gauthier Onclin            | Gauthier Onclin            | 4            | 2            |  |
|  | Alt         | Giovanni Mpetshi Perricard | Giovanni Mpetshi Perricard | 6           | 7           |  |  | Alt          | Giovanni Mpetshi Perricard | Giovanni Mpetshi Perricard | 6            | 6            |  |
|  | 7           | Antoine Escoffier          | Antoine Escoffier          | 1           | 64          |  |  |              |                            |                            |              |              |  |

### Sezione 4
|  | Primo turno | Primo turno         | Primo turno         | Primo turno | Primo turno |  |  | Ultimo turno | Ultimo turno        | Ultimo turno        | Ultimo turno | Ultimo turno |  |
|  |             |                     |                     |             |             |  |  |              |                     |                     |              |              |  |
|  | 4           | Maximilian Marterer | Maximilian Marterer | 6           | 6           |  |  |              |                     |                     |              |              |  |
|  |             | Gijs Brouwer        | Gijs Brouwer        | 1           | 4           |  |  | 4            | Maximilian Marterer | Maximilian Marterer | 6            | 6            |  |
|  |             | Zizou Bergs         | 5                   | 7           | 2           |  |  | 8            | Titouan Droguet     | Titouan Droguet     | 4            | 4            |  |
|  | 8           | Titouan Droguet     | 7                   | 67          | 6           |  |  |              |                     |                     |              |              |  |